# Minishare
MiniShare est un serveur HTTP minimaliste pour Microsoft Windows sous la licence GPL. Le but de ce logiciel est d'être simple et intuitif, ainsi seulement les fonctionnalités nécessaire du protocole HTTP/1.1 sont implantés. La plupart des actions sont faisables en utilisant la souris. Par exemple, il est possible de partager des fichiers par drag'n'drop. Il est cependant possible de l'utiliser en ligne de commande pour un usage avancé.